# Iordan Bărbulescu
Iordan Gheorghe Bărbulescu (n. 20 ianuarie 1952, Stoilești, Vâlcea) este un diplomat român, profesor universitar, doctor în Științe Politice și Sociologie, decan al Departamentului de Relații Internaționale și Integrare Europeană din cadrul Școlii Naționale de Studii Politice și Administrative. La alegerile din martie 2012 a fost ales președinte al Senatului acestei universități.

## Personalitatea
Iordan Gheorghe Bărbulescu este diplomat român, profesor universitar, doctor în Științe Politice (titlu obținut la Universidad Complutense de Madrid, Spania) și Sociologie, decan al Departamentului de Relații Internaționale și Integrare Europeană din cadrul Școlii Naționale de Studii Politice și Administrative.
Se numără printre putinii care au avut șansa de a lucra, în ultimii 20 ani, exclusiv în domeniul Afacerilor Europene, atât la nivelul administrației centrale romanești (diplomat în cadrul Ministerului Afacerilor Externe), cit și în spațiul academic.
În 2002 a fost decorat cu Ordinul Național „Serviciul Credincios” în grad de Cavaler pentru contribuția adusă la promovarea politicii externe a României, iar în 2007 i s-a decernat premiul „Personalitatea Anului pentru o Românie Europeană”.
A urmat cursuri de perfecționare profesională și specializări în domeniul integrării europene în Belgia, Franța, Luxemburg (1996); Luxemburg, Elveția (1997); Belgia, Franța, Grecia (1998); Danemarca (1999); Spania (1992-1996, 2000, 2001); România (2003). Este expert în relații internaționale și studii europene și coordonator al modulului „Jean Monnet” al Comisiei Europene „Change and continuity în the European Governance” (C06/0034). A susținut numeroase conferințe și cursuri în țară și în străinătate (Spania, Franța, Grecia etc.)

## Apartenență la structuri (agenții, comisii) și asociații profesionale
- Expert ARACIS  - Secretar Comisie Științe politice, sociologie, studii europene, comunicare, (2007-prezent)
- Expert al Consiliului Comun de Experți România – Moldova, 2005-2006;
- Centrul de Dezvoltare Curriculară și Studii deGen (FILIA): 2003-2004 - Vicepreședinte;

## Alte activități
- Membru al Comisiei mixte de pregătire a negocierilor de aderare ale României la UE, 2003 –2004;
- Membru al Comisiei Naționale de acordare a burselor pentru străinătate, 2003, 2004;
- Vicepreședinte Comitet Științific, Conferința Internațională “Romania on its way to European Integration: welcoming the <acquis communautaire> in the judicial system”, Pitești, România, 25-28 iunie 2004;
- Coordonator științific al Colecției “Uniunea Europeană” a Editurii Tritonic, București, (2005 – 2007);
- Coordonator științific al Colecției “Politici publice și integrare europeană”, Editura Polirom, Iași, (2007 – prezent);
- Membru în Colegiul editorial al revistei Eurolimes, editată de Universitatea din Oradea;
- Membru în Comitetul științific al Analelor Universității din Oradea, Seria Relații Internaționale și Studii Europene.

## Cărți și monografii publicate
- La preadhesión de los países de Europa Central a la U.E., elemento clave de la unificación europea (UPV/EHB, Bilbao, 1997),
- Uniunea Europeana: abordari conceptuale (coordonare)( ARSIE-SOROS, Bucuresti, 1998),
- Uniunea Europeană. Aprofundare și extindere (Editura Trei, Bucuresti, 2001),
- Uniunea Europeană. De la economic la politic (Editura Tritonic, Bucuresti, 2005),
- Uniunea Europeană. De la național la federal (Editura Tritonic, Bucuresti, 2005),
- Uniunea Europeană. De la economic spre politic (Editia a II-a, Tritonic, Bucuresti, 2006),
- Uniunea Europeanăa. De la national spre federal (Editia a II-a, Tritonic, Bucuresti, 2006),
- Uniunea Europeană. Politicile extinderii (Editura Tritonic, Bucuresti, 2006),
- Uniunea Europeană. Sistemul instituțional (Editura Tritonic, Bucuresti, 2007),
- Procesul decizional în Uniunea Europeană (Editura Polirom, Iasi, 2008), ISBN 978-973-46-0846-1; Număr pagini: 520;
- Dicționar explicativ trilingv al Uniunii Europene / Trilingual Dictionary of the European Union / Dictionnaire explicatif trilingue de l'Union européenne (cu Daniela Răpan) (Editura Polirom, Iași, 2009),  ISBN 978-973-46-0845-4, Număr pagini: 808.[2]

## Articole în reviste de specialitate
- 1995, “Rumania, pais de la preadhesión”, Periodico universitario, n. 27, 1995;
- 1996, “Sociedad internacional en mutación. Una aproximación a las ultimas elecciones en Europa central y oriental”, Tiempo de Paz, n.42, 1996;
- 2002, “El nuevo marco legislativo en Rumania y sus ventajas para la integración”, Europa, n. 53, 2002;
- 2006, “Avantajele aderarii Romaniei la UE”, Le monde diplomatique, nr. 12, dec. 2006;
- 2009, „Noua Vecinătate și Procesul Barcelona”, Eurolimes, vol. 7, 2009;
- 2009, „Uniunea Europeană: Competențe”, Revista Română de Comunicare și Relații Publice, mai, 2009;
- 2009, „Decision-Making in the European Union: the role of the European Commission” in  The Romanian Review of European Governance Studies Vol. 1, no. 1, June 2009, pp. 120 – 131, ISSN 2066 – 4885;
- 2009  “References to God and the Christian Tradition in the Treaty Establishing a Constitution for Europe: An Examination of the Background”, Journal for the Study of Religions and Ideologies, 8/24/2009 (ISI);
- 2009 “Animal Stunning, the EU, and the Romanian lobyy”, Romanian Journal of Bioethics, (ISI).